# Разгрявка
Разгрявката е лесно упражнение, което се прави след по-интензивно физическо натоварване, за да се позволи на тялото да се охлади и постепенно да премине в състояние на покой. В зависимост от интензивността на натоварването, разгрявката може да включва бавен джогинг или разходка. При по-ниска интензивност може да се използва разтягане.

## Процедура
Разгрявката трябва да включва следните важни стъпки, за да се осигури ефективно охлаждане на тялото. След тренировка, постепенното, но непрекъснато намаляване на интензивността на упражненията трябва да бъде първата стъпка за охлаждане на тялото. Продължителността може да варира при различните хора, но 3 – 10 минути се счита за достатъчна. Разтягането, особено статичното разтягане, позволява мускулите да бъдат удължени. Това е следващата стъпка, която спортистите трябва да предприемат, за да се охладят.
Рехидратацията е съществена част от процедурата и трябва да се прави или по време на разтягане и леко натоварване, или след тези стъпки. Зареждането на тялото с вода и спортни напитки ще поддържа тялото хидратирано.

## Разтягане
Разтягането е много важен фактор при процедурата за охлаждане. Разтягането позволява на мускулите на тялото да изградят еластичност и да се възстановят от аеробни и анаеробни упражнения.
Статичното разтягане помага за намаляване на телесната температура, премахване на млечната киселина от мускулите и увеличаване на гъвкавостта. Всяко разтягане трябва да се извършва за минимум 10 – 20 секунди, до степен на лек дискомфорт, но без болка. Всеки мускул, който е бил натоварен, трябва да бъде разтегнат по време на разгрявката.